# Artamus cyanopterus
Artamus cyanopterus é uma espécie de ave, conhecida popularmente como andorinha-do-mato-sombria. A espécie habita florestas e bosques em regiões temperadas e subtropicais, estendendo-se a áreas tropicais ao redor do Planalto de Atherton, no leste e sul da Austrália.
A população global da espécie ainda não foi formalmente quantificada, mas foi classificada como 'pouco preocupante' pela BirdLife International em 2004. Assim, a ave pode ser considerada comum em seu habitat local.
O nome "andorinha-do-mato" é um nome impróprio, pois a espécie não tem parentesco próximo das verdadeiras andorinhas. Em vez disso, pertencem à família Artamidae, que também inclui aves carniceiras, currawongs e a espécie australiana Gymnorhina tibicen.

## Taxonomia
A andorinha-do-mato-sombria (A. cyanopterus) foi descrita pela primeira vez pelo ornitólogo inglês John Latham em 1801, com o nome binomial Loxia cyanoptera. Seu epíteto específico deriva das palavras do grego antigo "cyanos" (azul) e "pteron" (asa).

## Descrição
A andorinha-do-mato-sombria é uma ave de tamanho médio, semelhante às andorinhas, com uma coloração marrom-escura, embora em alguns casos possa parecer cinzenta. Possui uma mancha preta à frente dos olhos e asas cinzentas (por vezes também pretas) com listras brancas. Tem uma cauda preta com ponta branca e uma asa inferior prateada. Seu bico é azul-acinzentado com a ponta preta.
As andorinhas-do-mato-sombrias são conhecidas por balançar ou girar a cauda espontaneamente, um comportamento comum entre outras espécies do gênero Artamus.

### Relação com outras espécies deArtamus
Diferentemente de outras andorinhas-do-mato, a A. cyanopterus apresenta uma mancha branca distinta na borda externa da asa. Além disso, tende a exibir uma coloração marrom-fumê mais pronunciada em comparação com outras espécies da família. A andorinha-do-mato A. minor, uma espécie menor e mais escura, também é ligeiramente marrom-fumê, mas não possui a mancha branca na asa.

## Distribuição e habitat

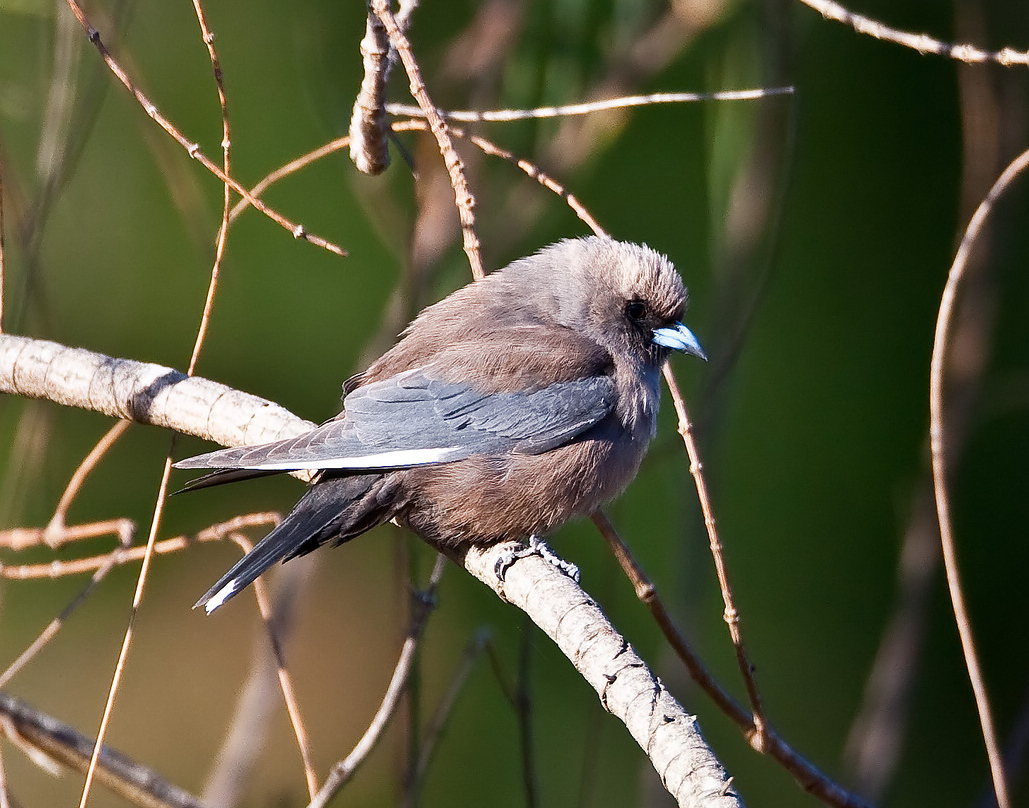
Registro de um indivíduo de Artamus cyanopterus na Tasmânia.

As andorinhas-do-mato-sombrias habitam principalmente florestas de eucalipto e bosques abertos. Sua distribuição abrange desde o Planalto de Atherton, em Queensland, até a Tasmânia e a oeste até a Península de Eyre, na Austrália do Sul. Elas formam bandos para dormir, geralmente à noite. Durante a temporada de reprodução, nidificam em grandes grupos para proteger os filhotes de predadores. Esses bandos podem incluir de 20 a 30 indivíduos.
A espécie adere à migração e aos movimentos sazonais. A. cyanopterus é uma espécie nômade e tende a se mover de forma bastante espontânea. No entanto, as aves do sudeste da Austrália migram para o norte durante o outono. 
Como muitas aves que se empoleiram em grupo, as andorinhas-do-mato-sombrias têm uma variedade de cantos que são usados em determinadas situações. O mais característico desses cantos talvez seja aquele usado quando um predador ou intruso se aproxima, que consiste em um canto áspero para alertar os outros.

## Comportamento

### Alimentação e dieta

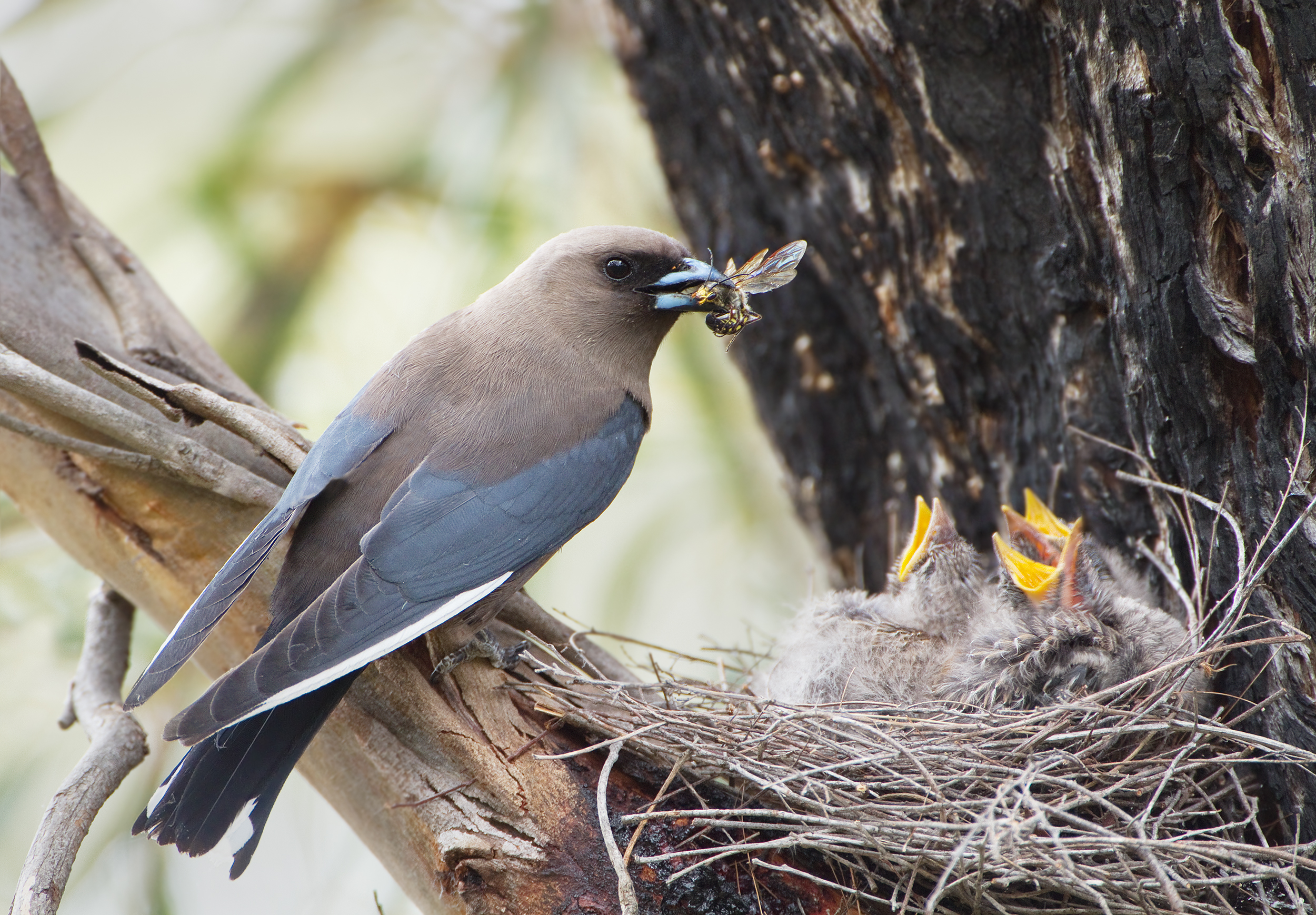
Adulto de Artamus cyanopterus alimentando filhotes com um inseto.

A dieta da andorinha-do-mato-sombria é variada, incluindo folhagem e outros materiais vegetais encontrados no solo, em árvores ou arbustos. Elas também consomem cupins, borboletas e outros insetos, além de néctar de flores. Um aspecto notável de seus hábitos alimentares é a caça de insetos voadores, capturando-os diretamente no ar. Apesar disso, também se alimentam no solo e frequentemente usam poleiros discretos, como fios de eletricidade, para esperar por presas.
Há registros de comportamento de cleptoparasitismo, em que indivíduos da espécie trabalham em grupo para roubar presas de outras aves, como da Myiagra inquieta.

### Reprodução
O ninho da andorinha-do-mato-sombria é feito de galhos, raízes e outros materiais vegetais, formando algo como uma tigela forrada com grama. É construído em locais seguros, como atrás de cascas, em ramos altos de árvores ou, às vezes, em tocos ocos. A construção dos nichos ocorre entre agosto e janeiro, com a colaboração de várias aves. O casal reprodutor protege o ninho, enquanto outros ajudam a cuidar dos filhotes. A fêmea põe ovos brancos, geralmente em ninhadas de três a quatro. O período de incubação dura cerca de 16 dias, e os filhotes levam de 16 a 20 dias para emplumar.

## Estado de conservação
A espécie A. cyanopterus possui uma ampla distribuição. O tamanho de sua população ainda não foi quantificado, mas é considerada tão comum quanto outras aves em sua área de maior densidade, sendo classificada como 'espécie pouco preocupante' pela União Internacional para a Conservação da Natureza (IUCN) na Lista Vermelha da IUCN.